# История на Бахрейн
Бахрейн на арабски език означава „2 морета“, наречен така поради обкръжаващите архипелага морета.

## Предислямски период
Населена по време на древните времена. Бахрейн окупира стратегически места на Персийския залив. Тя е най-доброто пристанище, намиращо се между Тигър, река Ефрат и Оман, източник на мед през древните времена. Бахрейн е асоциирана с цивилизацията Дилмун, през бронзовата ера Бахрейн е търговски център, свързващ Месопотамия и долината Инд. По-късно е завладяна от асирийците и вавилонците.
От VI до III век пр. Хр. Бахрейн е присъединен към Персийската империя от династия на Ахеменидите.

## Изгряване на Бани Утба
През 1783 г. Насър Ал-Махкур, владетел на Бахрейн и Бушир, губи островите на Бахрейн от племето Бани Утба. Бахрейн не е непозната територия за племето Бани Утба, те са живели по тези територии още през XVII век.

## Стъпване на Ал Халифа
Семейството Aл Халифа се мести в Бахрейн през 1797 г. Първоначално те са живели в Ум Касър, където плячкосват кервани в Басра и пиратски кораби в Шат ал Араб, докато турците не ги прогонват в Кувейт, където остават до 1766 г. През 1820 г. фамилията Ал Халифа е призната от Великобритания. Въпреки това, след десет години те са принудени да плащат годишен данък на Египет.
През 1860 г. Великобритания се опитва да завладее Бахрейн. Владетелят Ал Халифа изпраща писма до персийците и Отоманската империя за защита на Бахрейн от британската инвазия. В крайна сметка Великобритания побеждава Бахрейн и полковник Пели подписва договор с Ал Халифа, вследствие на което Бахрейн попада под британско управление и защита.
След войната между Катар и Бахрейн през 1868 г. британските представители подписват друго споразумение с Ал Халифа. В договора се уточнява, че владетелят не може да се разпорежда с всеки на своя територия, с изключение на Обединеното кралство, и не може да влиза в отношения с чуждестранно правителство без британско съгласие. В замяна на това Британската империя обещава да защитава Бахрейн от цялата агресия, идваща от морето и да оказва подкрепа в случай на земна атака. По-важното е, че британската империя обещава да подкрепи управлението на Ал Халифа в Бахрейн. Пълното господство на Великобритания над Бахрейн дава наченки за бунтове у народа на Бахрейн срещу империята. Първият бунт и широко въстание се състоят през март 1895 г. срещу шейх Иса бин Али, след това началник на Бахрейн.

## Реформи в началото на XX век
През 1911 г. група търговци от Бахрейн искат ограничения за британското влияние в страната, впоследствие те биват арестувани и изпратени в индийски затвор. През 1923 г. британската империя заменя шейх Иса бин Али със сина му. Три години по-късно британците поставят страната под върховенството на Чарлз Белгрейв, който работи като съветник на владетеля до 1957 г. Съветите на Белгрейв водят до редица реформи, като например създаването на първото модерно училище в страната през 1919 г., първото училище за момичета в Персийският залив и премахване на робството.

## Откриване на нефт, Втора световна война
Бахрейн участва във Втората световна война на страната на съюзниците, присъединявайки се на 10 септември 1939 г. На 19 октомври 1940 г. четири италиански бомбардировача SM.82s бомбардират Бахрейн и петролните находища в Дахран (Саудитска Арабия), вследствие на тази атака съюзниците решават да разположат войски, които да защитават Бахрейн в случай на следваща атака.

## След Втората световна война
След Втората световна война антибританските настроения се увеличават и разпространяват бързо из арабския свят, което води до безредици в Бахрейн. През 1948 г., след нарастващите военни действия и грабежи, повечето членове на еврейската общност в Бахрейн изоставят имотите си и са евакуирани в Бомбай, по-късно се установяват в Израел и Обединеното кралство. През 2008 г. кралят на Бахрейн призова бахрейнските евреи в чужбина, САЩ и Великобритания да се завърнат в страната срещу предложена компенсация и гражданство.
През ноември 1957 г. иранският парламент приема закон, чрез който се декларира Бахрейн да бъде 14-а провинция на Иран, с две празни места, разпределени за своите представители. Това действие причинява множество проблеми за Иран в международни отношения, особено с ООН, Великобритания, Саудитска Арабия, както и редица арабски страни. През 1965 г. Великобритания започва диалог с Иран за определяне на техните граници в Персийския залив.

## Независимост
На 15 август 1971 г. Бахрейн обявява независимостта си и подписва нов договор за приятелство с Великобритания. Бахрейн се присъединява към ООН и Арабската лига по-късно през годината. През 1981 г. бахрейнски шиити фундаменталисти организират неуспешен опит за преврат. Народно въстание се води между 1994 г. и 2000 г., в която леви, либерали и ислямисти обединяват сили. Хамад бин Иса ал Халифа става емир на Бахрейн през 1999 г. На референдума на 14 февруари масово е гласувано за демократични избори. За първи път се дава глас на жени.
Над 100 000 протестиращи участват в демократичен марш на 22 февруари 2011 г. Страната участва във военни действия срещу талибаните през октомври 2001 г. чрез прилагане на фрегата в Арабско море за спасителни и хуманитарни операции. В резултат на това през ноември същата година, администрацията на САЩ президентът Джордж Уокър Буш е определя Бахрейн като „основен съюзник извън НАТО“. След политическата либерализация на страната, Бахрейн договаря споразумение за свободна търговия със САЩ през 2004 г.